# Loch Garry
Loch Garry (gael. Loch Garadh) jest jeziorem znajdującym się 25 km od Fort William w Szkocji. Jego długość wynosi 11 km a głębokość 50 m. Zasilany jest przez wody Loch Quoich, a jego wody wpływają do Loch Oich znajdującego się w Great Glen.